# Nordlig päronsvepemossa
Nordlig päronsvepemossa (Gymnocolea borealis) är en bladmossart som först beskrevs av Frisvoll et Moen, och fick sitt nu gällande namn av Rudolf Mathias Schuster. Enligt Catalogue of Life ingår Nordlig päronsvepemossa i släktet Gymnocolea och familjen Anastrophyllaceae, men enligt Dyntaxa är tillhörigheten istället släktet Gymnocolea och familjen Lophoziaceae. Enligt den finländska rödlistan är arten otillräckligt studerad i Finland. Arten är reproducerande i Sverige. Artens livsmiljö är rikkärr. Inga underarter finns listade i Catalogue of Life.